# 캐피털 게인
캐피털 게인(capital gain)은 보유 기간 동안 가치가 증가한 자산을 판매하여 얻은 이익으로 정의되는 경제적 개념이다. 자산에는 유형 자산, 자동차, 사업체 또는 주식과 같은 무형 자산이 포함될 수 있다.
캐비털 게인은 자산의 판매 가격이 원래 구매 가격보다 큰 경우에만 가능하다. 매입가격이 매도가격을 초과할 경우 자본 손실이 발생한다. 캐비털 게인에는 종종 과세 대상이 되며, 세율과 면제는 국가마다 다를 수 있다. 캐비털 게인의 역사는 현대 경제 시스템의 탄생에서 시작되었으며 다양한 경제 사상가들은 그 진화를 복잡하고 다차원적인 것으로 묘사했다. 캐비털 게인의 개념은 이익 및 수익률과 같은 다른 주요 경제 개념과 비교할 수 있는 것으로 간주될 수 있다. 그러나 그 구별되는 특징은 기업뿐만 아니라 개인도 일상적인 자산 취득 및 처분을 통해 캐비털 게인을 얻을 수 있다는 것이다.

## 같이 보기
- 양도소득세
- 현금흐름
- 투자
- 이익
- 불로소득